# CXCL16
CXCL16, hemokin (C-X-C motiv) ligand 16, je mali citokin iz CXC hemokin familije. On je veći od drugih hemokina (sadrži 254 aminokiselina). CXCL16 se sastoji od CXC hemokin domaina, mucinu-slične stabljike, transmembranskog domaina i citoplazmatičnog repa koji sadrži potentno mesto tirozin fosforilacije koje može da veže . Ovo su neuobičajene osobine za hemokin, i omobućavaju CXCL16 da bude izražen kao molekul na ćelijskoj površini, kao i rastvorni hemokin. CXCL16 proizvode dendritiske ćelije koje se mogu naći u T ćelijskim zonama limfoidnih organa, i ćelije iz crvene pulpe slezine. Među ćelijama koje se vezuju i migriraju u responsu na CXCL16 su nekoliko podgrupa T ćelija, i  ćelije. CXCL16 interaguje sa hemokin receptorom , takođe poznatim kao Bonzo. Ekspresiju CXCL16 indukuju inflamatorni citokini IFN-gama i TNF-alfa. Gen za ljudski CXCL16 je lociran na hromozomu 17.